# Taran
Le taran est un terme aéronautique (du russe таран, « bélier ») signifiant une victoire aérienne obtenue par un « abordage volontaire » en plein ciel.

## Origine et emploi tactique

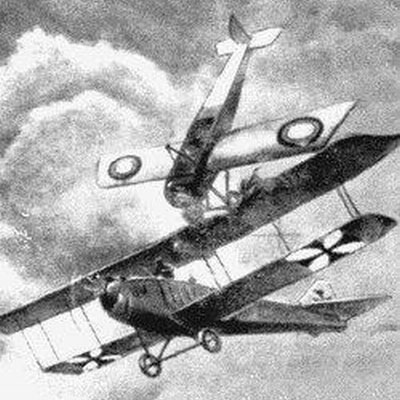
Dessin illustrant l'abordage réalisé par Piotr Nesterov en 1914.

Le premier abordage volontaire connu est celui réalisé lors de la Première Guerre mondiale par Piotr Nesterov de l'Armée de l'air impériale russe en septembre 1914 face à un avion austro-hongrois. Les deux pilotes et l'observateur autrichien périrent dans l'incident.
Dès le 22 juin 1941, premier jour de l'opération Barbarossa, ce ne sont pas moins de quatorze avions allemands qui furent revendiqués comme détruits par abordage volontaire en vol. Une heure seulement après le début de l'offensive de l'Axe, le lieutenant I.I. Ivanov, du 46 IAP (ou 46e régiment de chasse), ayant épuisé toutes ses munitions éperonna volontairement un bombardier Heinkel He 111 avec son appareil I-16, au-dessus de Doubno, en Ukraine ; il devait recevoir, à titre posthume l'étoile de Héros de l'Union soviétique, le 2 août 1941.

## Quelques faits d'armes pendant la Seconde Guerre mondiale

### France
Le 15 juin 1940, le second maître Le Bihan, pilote de l'Aéronautique navale, s'oppose aux bombardiers italiens venus attaquer la ville de Toulon. Son avion étant en avarie, il heurte volontairement un avion italien qu'il entraîne dans sa chute. Il meurt de ses blessures.

### Allemagne

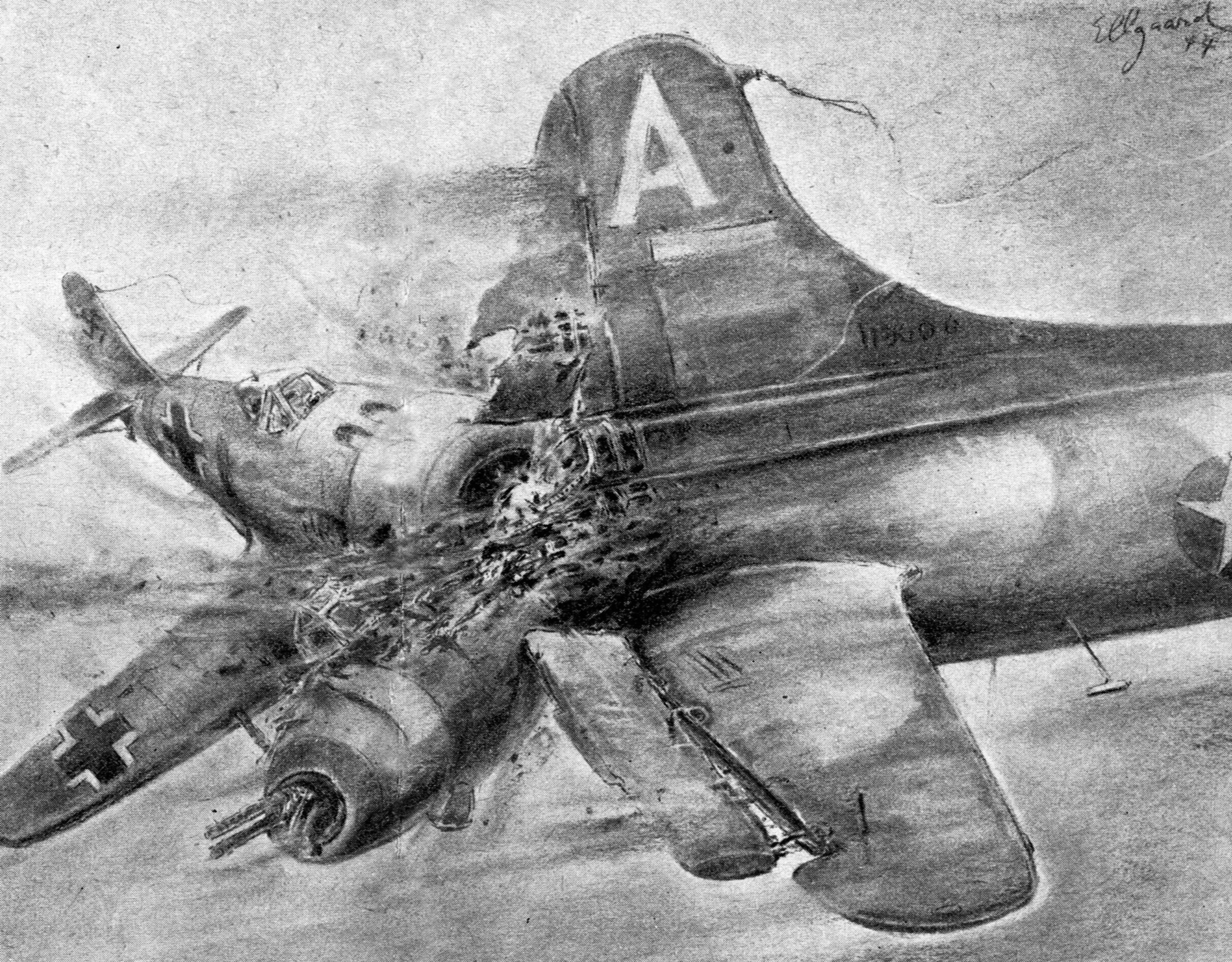
Illustration allemande « Ich ramme » parue en 1944 dans der Berliner Illustrirten montrant un avion allemand abordant un bombardier américain.

Vers la fin de la Seconde Guerre mondiale, le Sonderkommando Elbe fut utilisé pour tenter de reprendre le contrôle de l'air. Bien que certains pilotes aient réussi à détruire des bombardiers, les pertes alliées ne furent pas significativement importantes (entre 22 et 24 appareils).

### Grèce
Le 2 novembre 1940, le pilote Marínos Mitraléxis de la Force aérienne grecque attaqua un bombardier italien Savoia-Marchetti SM.79, quand, à court de munitions, il brisa délibérément le gouvernail de l'appareil italien avec l'hélice de son chasseur PZL P.24. Les deux appareils furent contraints d'atterrir d'urgence. Mitralexis utilisa alors la menace de son pistolet pour faire prisonnier les quatre hommes d'équipage du bombardier. Mitralexis fut promu et médaillé à la suite de cette action,,.

### Pologne
La première attaque taran de la Seconde Guerre mondiale fut réalisée par un pilote polonais, le lieutenant-colonel Leopold Pamuła (pl), avec son avion endommagé PZL P.11c le 1er septembre 1939, au-dessus de Łomianki, près de Varsovie.

### Royaume de Yougoslavie
Le 6 avril 1941, le premier jour de l'invasion de la Yougoslavie, les pilotes du 36e groupe du 5e régiment de chasse des Forces aériennes royales yougoslaves, équipés de biplans Hawker Fury obsolètes, défendirent leur terrain d'aviation, Režanovačka Kosa, contre une attaque d'environ 30 Messerschmitt Bf 109 et Bf 110. Dans le duel de force inégale qui suivit, au moins trois pilotes yougoslaves, les capitaines Konstantin Jermakov et Vojislav Popović, et le lieutenant Milorad Tanasić, percutèrent délibérément un chasseur allemand avec des conséquences fatales pour les deux côtés.

### Union soviétique
Durant la Seconde Guerre mondiale, plusieurs centaines de pilotes de chasse soviétiques abattirent en vol des avions ennemis en précipitant contre eux leur propre appareil, délibérément sacrifié.
Cette méthode pour le moins suicidaire et impressionnante fut, contrairement à une opinion largement répandue qui n'y voyait que la marque d'un héroïsme désespéré, une tactique généralement réfléchie et préméditée ; pour preuve l'exemple de plusieurs As aériens qui l'employèrent à plusieurs reprises et y survécurent.

#### Contexte politico-industriel
En fait, cet emploi de l'éperonnage en plein ciel était le résultat somme toute logique d'un constat lucide de la situation de l'aviation soviétique au moment de l'opération Barbarossa. La chasse soviétique disposait en abondance d'avions Polikarpov I-16 qui avaient été à la pointe du progrès au milieu des années 1930 et avaient vu le combat durant la Guerre d'Espagne où ils avaient été finalement surclassés par les Messerschmit 109, dotés de moteurs plus puissants et d'un canon tirant à travers la casserole de l'hélice. Ces I-16 avaient cependant une maniabilité remarquable en combat tournoyant à basse altitude et leur construction était rustique et solide.
Il fallait du temps pour développer et mettre au point des appareils plus modernes comme les Yak 9, ou les Lavotchkine LaGG. Or, les purges staliniennes avaient désorganisé les bureaux d'étude ; Polikarpov, Mikoyan, et d'autres ingénieurs soviétiques de grand talent avaient connu les camps d'internement en Sibérie avant d'en être extraits d'urgence et remis à la tête de leurs bureaux d'études.
Les avions allemands de l'époque, en particulier les bombardiers moyens étaient en grande partie métalliques, mais les surfaces de contrôle (ailerons de direction et de profondeur, notamment) étaient encore en bois entoilé (il en allait de même sur certains avions américains, y compris les premières versions du B-17).
Ces surfaces de contrôle constituaient donc le talon d'Achille des avions allemands, dépourvus de mitrailleur de queue dans la plupart des cas. Dans ces conditions, l'attaque taran, consistant à hacher les gouvernes avec l'hélice métallique du I-16, extrêmement dangereuse mais pas totalement suicidaire, était la seule permettant d'abattre en nombre des appareils ennemis devenus incontrôlables.
La propagande soviétique exploita les victoires ainsi obtenues en éditant une affiche mettant en scène une telle attaque avec le slogan « Le taran est l'apanage des Héros soviétiques ».

#### Palmarès soviétique
Au total, selon une étude soviétique publiée au cours des années 1980, on peut chiffrer le nombre de victoires aériennes remportées par taran à un peu plus de 500.
Parmi les plus célèbres pilotes ayant employé cette manière de combattre, on peut noter les personnages suivants :
- le lieutenant Boris Ivanovitch Kobzan du 84.IAP : il est l'unique pilote au monde à avoir abattu quatre avions ennemis par abordage volontaire et à avoir, à chaque fois survécu ;
- le capitaine Alekseï Stepanovitch Khlobystov (en) du 147.IAP : il obtint trois victoires aériennes par taran ;
- dix-huit autres pilotes soviétiques accomplirent au moins deux tarans, dont Boris Pirojkov
- Ekaterina Ivanovna Zelenko, en russe : Екатерина Зеленко (14 septembre 1916, 12 septembre 1941), pilote de guerre ukrainienne, est officiellement[4] la seule femme à avoir réalisé un taran au cours duquel elle est décédée[5] et qui lui valut de recevoir le titre de « Héros de l'Union soviétique » à titre posthume le 5 mai 1990[6].

#### Taran avec avion à réaction
Le 28 novembre 1973, un MiG-21SM de la défense antiaérienne soviétique, piloté par le capitaine Guennadi Eliseev, intercepta un RF-4C de la Force aérienne impériale iranienne, piloté par le major iranien Shokouhnia et son coéquipier le colonel de l’US Air Force John Saunders, participant au projet d’espionnage américain Dark Gene.
Le pilote soviétique tira deux missiles Vympel K-13 en direction de l'avion iranien, mais ils échouèrent à le détruire, celui-ci faisant usage de ses 54 leurres thermiques pour leur échapper. Eliseev reçut du contrôle au sol l'ordre d'accomplir sa mission à n'importe quel prix et, son canon automatique s'étant enrayé dès le tir du premier obus,, il décida avec l'accord du contrôle au sol de foncer sur son adversaire, y laissant la vie par la même occasion. Il heurta la queue du RF-4C avec son aile, puis percuta des reliefs élevés.
Il s'agit du premier abordage volontaire entre avions à réaction, alors que cette pratique était plutôt commune avec les avions à hélices de l'époque de la Seconde Guerre mondiale. Eliseev fut déclaré à titre posthume « Héros de l'Union soviétique »,.
L'équipage du RF-4C parvint à s'éjecter et fut capturé au sol par les forces soviétiques, pour être finalement relâché seize jours plus tard en échange de l'enregistrement d'un satellite-espion soviétique tombé en Iran,.

### Japon
Le 20 août 1944, une formation de bombardiers américains B-29 en route vers Yamata fut interceptée par plus de 100 chasseurs japonais. 12 des 61 bombardiers furent détruits dont un lors d'un abordage volontaire[réf. nécessaire].